# Dustoff Heli Rescue 2
Dustoff Heli Rescue 2 es un videojuego de acción desarrollado y publicado por Invictus Games para iOS, Android, Windows, PlayStation 4, Xbox One y Nintendo Switch. Es la secuela de Dustoff Heli Rescue de 2014 y segunda entrega de la serie Dustoff.

## Jugabilidad
Dustoff Heli Rescue 2 es juego de acción donde el jugador pilota un helicóptero para salvar a rehenes retenidos en campos de prisioneros de guerra, además de combatir en ataques militares en el desierto, bosques, minas, pantanos y fiordos. Se pueden construir torres de radio y puentes. Se debe proteger el camión amigo y el convoy VIP antes de que los enemigos puedan alcanzarlos y demolerlos. Se deben encuentrar y transportar los camiones y la carga robados y llevarlos de vuelta a la sede. Se lucha contra diferentes condiciones climáticas y se vuela en una tormenta de polvo, fuertes lluvias y tormentas de nieve. Se deben instalar varias armas de fuego, misiles y cohetes para proteger a los soldados amigos.

## Recepción
CD-Action escribió: "La secuela hace todo mejor que el juego original".
Neil Watton de TheXboxHub escribió: "Probablemente te sorprenderá gratamente la mayoría de Dustoff Heli Rescue 2. 35 misiones pueden no parecer muchas, pero si deseas obtener todas las estrellas y placas de identificación disponibles, tendrás que invertir unas cuantas horas de juego en lo que trae".
Anthony Cole de Xbox Tavern escribió: "Dustoff Heli Rescue 2 es una experiencia arcade divertida que ofrece una gran cantidad de valor de repetición. Con algunas opciones de diseño cuestionables y un poco frustrantes que se dejan de lado, el juego cumple su promesa de mantenerte comprometido y entretenido de principio a fin".